# 摩尔多瓦国家银行
摩尔多瓦国家银行（羅馬尼亞語：Banca Naţională a Moldovei），摩尔多瓦共和国的中央银行。

## 行长
- 列昂尼德·特尔马丘（英语：Leonid Tălmaci），第一任，1991年-2009年
- 多林·德勒古察努（英语：Dorin Drăguțanu），第二任，2009年11月-   [1]